# 富野喜平次
富野 喜平次（とみの きへいじ、1857年12月27日〈安政4年11月12日〉 - 没年不明）は、日本の実業家・政治家・質商。元東京府大島町（現・東京都江東区の一部）の町長。大塚護謨工作所監査役。孫は『機動戦士ガンダム』等で知られるアニメーション監督の富野由悠季。

## 経歴
富野喜平治の長男として、南葛飾郡大島町に生まれる。富野家は代々地方の旧家で米穀商を営んでいた。1894年（明治27年）町会議員に挙げられ、当選回数は三回に及び、1901年（明治34年）同町助役に推される。
1908年（明治41年）初代大島町長・内藤三蔵の退任後、第2代町長として就任し、財政の進歩発展に尽力したが、病により離職。静養中も公共事業に尽瘁し、立川堤防工事がその最たるものであった。
1912年（大正元年）11月、再び町長に就任。道路の修正や、町区改正等の事業など多大な功績を残す。そのほか、1909年（明治42年）に所得税調査委員に選ばれており、営業税審査委員の嘱託も二回ほどしていた。
1916年（大正5年）11月に再び町長を辞職するも、1921年（大正10年）2月、三度目にして町長に就任。翌年に退任し、その後大塚護謨工作所監査役等を務めた。

## 人物
喜平次は幼い頃から学問好きで独学で漢数学を修了し、特に数学に堪能で自らそのことを誇りにしていた。

## 家族
- 父・喜平治（1832年9月 - 没年不明）
  - 地主[7]。
- 母・とみ（1839年10月 - 没年不明）
  - 千葉、吉田金兵衛の四女、
- 弟・鍬吉
  - 梅澤勘蔵の妹・かよの夫。
- 弟・源蔵
- 弟・春吉
  - 東京、平野かねの養子。
- 先妻・りう子[3]
- 後妻・ます（1871年12月 - 没年不明）
  - 埼玉、星野丑蔵の妹。
- 三男・喜平次（前名：徳次郎、1886年8月9日 - 没年不明）
  - 地主。東京府会議員[8]。帝国在郷軍人会分会長、町会長、防護団大島分団長[9]。
- 三男の妻・なを（1893年4月28日 - 没年不明）
  - 東京府、堀江助次郎の五女（または四女）、当主・方面委員堀江銓太郎の妹として東京市世田谷区太子堂に生まれる。荏原小学校、青山師範学校附属小学校を経て実践高等女学校専攻科を卒業し、20歳の時に喜平次（前名：徳次郎）と結婚[9]。
- 長女・とり
  - 東京、地主・並木佐吉の長男・喜太郎の妻[10]。とりの次女・キヨは並木安右衛門（房州屋・味噌醸造家）の長男・安一の妻[11]。
- 次女・りん
  - 群馬、島崎又市の次男・米吉の妻。
- 四女・幸
  - 東京、大畑清太郎の妻。
- 六女・君
  - 東京、久村浅次郎の妻。
- 八男・滋雄
- 九男・喜平（1909年2月 - 没年不明）
  - 日本加工織布社員[2][12]。日本大学文科卒[12][13]。96歳で死去[14]。
- 九男の妻・幸子（1915年生）
  - 大島町会議員・田中佐吉の長女[15]。府立第七高等女学校卒[8][15]。のち夫・喜平とともに分家[8]。実家はセルロイド玩具製造業[15]。富野曰く、大正期にはセルロイドの人形をアメリカに輸出してかなり成功していたという[2]。
- 孫・喜幸（富野由悠季）
- 曽孫・アカリ
- 曽孫・幸緒